# Saison 2 de Chesapeake Shores
Chronologie
Saison 1 Saison 3
Cet article présente le guide des épisodes de la série télévisée américaine Chesapeake Shores.

## Distribution

### Acteurs principaux
- Meghan Ory (VF : Hélène Bizot) : Abby O'Brien Winters
- Jesse Metcalfe (VF : Jérémy Prévost) : Trace Riley
- Treat Williams (VF : Patrick Béthune) : Mick O'Brien, père d'Abby
- Diane Ladd (VF : Mireille Delcroix) : Nell O'Brien, grand-mère d'Abby
- Laci J. Mailey (VF : Alexia Papineschi) : Jess O'Brien, sœur d'Abby
- Emilie Ullerup (VF : Marie Giraudon) : Bree O'Brien, sœur d'Abby
- Barbara Niven (VF : Brigitte Virtudes) : Megan O'Brien, mère d'Abby
- Brendan Penny (VF : Mathias Kozlowski) : Kevin O'Brien, frère d'Abby
- Andrew Francis (VF : Pascal Nowak) : Connor O'Brien, frère d'Abby

### Acteurs récurrents
- Abbie Magnuson (VF : Kaycie Chase) : Caitlyn Winters, fille d'Abby
- Kayden Magnuson (VF : Lucille Boudonnat) : Carrie Winters, fille d'Abby
- Michael Karl Richards (VF : Fabien Briche) : Wes Winters, ex-mari d'Abby
- Brittany Willacy (VF : Fily Keita) : Leigh Corley, membre du groupe de Trace
- Carlo Marks (VF : Fabrice Fara) : David Peck, cuisinier de Jess
- Britt Irvin (VF : Claire Baradat) : Danielle Clayman, amie de Connor
- Bradley Stryker (VF : Sébastien Desjours) : John Rawl, membre du groupe de Trace
- Gregory Harrison (VF : Guy Chapellier) : Thomas O'Brien
- Jessica Sipos (VF : Jessica Monceau) : Sarah Mercer, pompier
- Oliver Rice (VF : Bertrand Nadler) : Simon Atwater, écrivain
- Hunter : Axel, chien de Trace

## Épisodes

### Épisode 1:Secrets, mensonges et fournitures scolaires
- États-Unis : 6 août 2017 sur Hallmark Channel
- Canada : 13 août 2017 sur W Network
- France : 1er septembre 2017 sur Netflix, 14 juillet 2022 sur M6

- Serge Houde (Del Granger)
- Tom Butler (Lawrence Riley)
- Karen Kruper (Dee Riley)
- Candus Churchill (Juge Evelyn Patrick)
- John Shaw (Bert Marcus)
- Ash Lee (Kyle Hadden)
- Kyle Cassie (Martin Demming)
- Ted Cole (Norm Fisher)

### Épisode 2:Passé et présent
- États-Unis : 13 août 2017 sur Hallmark Channel
- Canada : 20 août 2017 sur W Network
- France : 8 septembre 2017 sur Netflix, 15 juillet 2022 sur M6

- Kyle Cassie (Martin Demming)
- Peter Graham-Gaudreau (Pasteur Wade)
- Serge Houde (Del Granger)
- Tom Butler (Lawrence Riley)
- Lucy Guest (Kayla Currie)
- Cameron Bancroft (Carlton Chase)

### Épisode 3:Photos et souvenirs
- États-Unis : 20 août 2017 sur Hallmark Channel
- Canada : 27 août 2017 sur W Network
- France : 15 septembre 2017 sur Netflix, 18 juillet 2022 sur M6

- Cameron Bancroft (Carlton Chase)
- Peter Graham-Gaudreau (Pasteur Wade)
- Ted Cole (Norm Fisher)

### Épisode 4:Nashville pour toujours
- États-Unis : 27 août 2017 sur Hallmark Channel
- Canada : 3 septembre 2017 sur W Network
- France : 22 septembre 2017 sur Netflix, 19 juillet 2022 sur M6

- Oliver Rice (Simon Atwater)
- Jerry Trimble (Mark Hall)
- Deve Pittet (Harley Jones)
- Demord Dann (Rob Cooper)

### Épisode 5:Chasse au trésor
- États-Unis : 3 septembre 2017 sur Hallmark Channel
- Canada : 10 septembre 2017 sur W Network
- France : 29 septembre 2017 sur Netflix, 20 juillet 2022 sur M6

- Jerry Trimble (Mark Hall)
- Victor Webster (Douglas Peterson)
- Tara Wilson (Jackie Quinn)
- Britt Irvin (Danielle Clayman)
- Jason Schombing (Jack Martin)
- Ted Cole (Norm Fisher)
- Nick Longo (Rob Tucker)
- Kelt Eccleston (Peter Deluth)

### Épisode 6:Ouvertures
- États-Unis : 10 septembre 2017 sur Hallmark Channel
- Canada : 17 septembre 2017 sur W Network
- France : 6 octobre 2017 sur Netflix, 21 juillet 2022 sur M6

- Carmen Moore (Sally)
- Britt Irvin (Danielle Clayman)
- Jason Schombing (Jack Martin)
- Oliver Rice (Simon Atwater)
- Mark Brandon (Franck Devine)
- Cameron McDonald (Jay Robertson)

### Épisode 7:Tous nos jours passés
- États-Unis : 17 septembre 2017 sur Hallmark Channel
- Canada : 24 septembre 2017 sur W Network
- France : 13 octobre 2017 sur Netflix, 22 juillet 2022 sur M6

- Oliver Rice (Simon Atwater)
- Serge Houde (Del Granger)
- Karen Kruper (Dee Riley)
- Tom Butler (Lawrence Riley)
- Cameron Bancroft (Carlton Chase)
- Antonio Cayonne (Jordan Wilder)

### Épisode 8:L'arbre qui cache la forêt
- États-Unis : 24 septembre 2017 sur Hallmark Channel
- Canada : 1er octobre 2017 sur W Network
- France : 20 octobre 2017 sur Netflix, 25 juillet 2022 sur M6

- Oliver Rice (Simon Atwater)

### Épisode 9:Cour royale
- États-Unis : 1er octobre 2017 sur Hallmark Channel
- Canada : 8 octobre 2017 sur W Network
- France : 27 octobre 2017 sur Netflix, 26 juillet 2022 sur M6

### Épisode 10:Chute libre
- États-Unis : 8 octobre 2017 sur Hallmark Channel
- Canada : 15 octobre 2017 sur W Network
- France : 3 novembre 2017 sur Netflix, 27 juillet 2022 sur M6

- Jerry Trimble (Mark Hall)
- Victor Webster (Douglas Peterson)
- Oliver Rice (Simon Atwater)